# Carl Ferdinand von Graefe

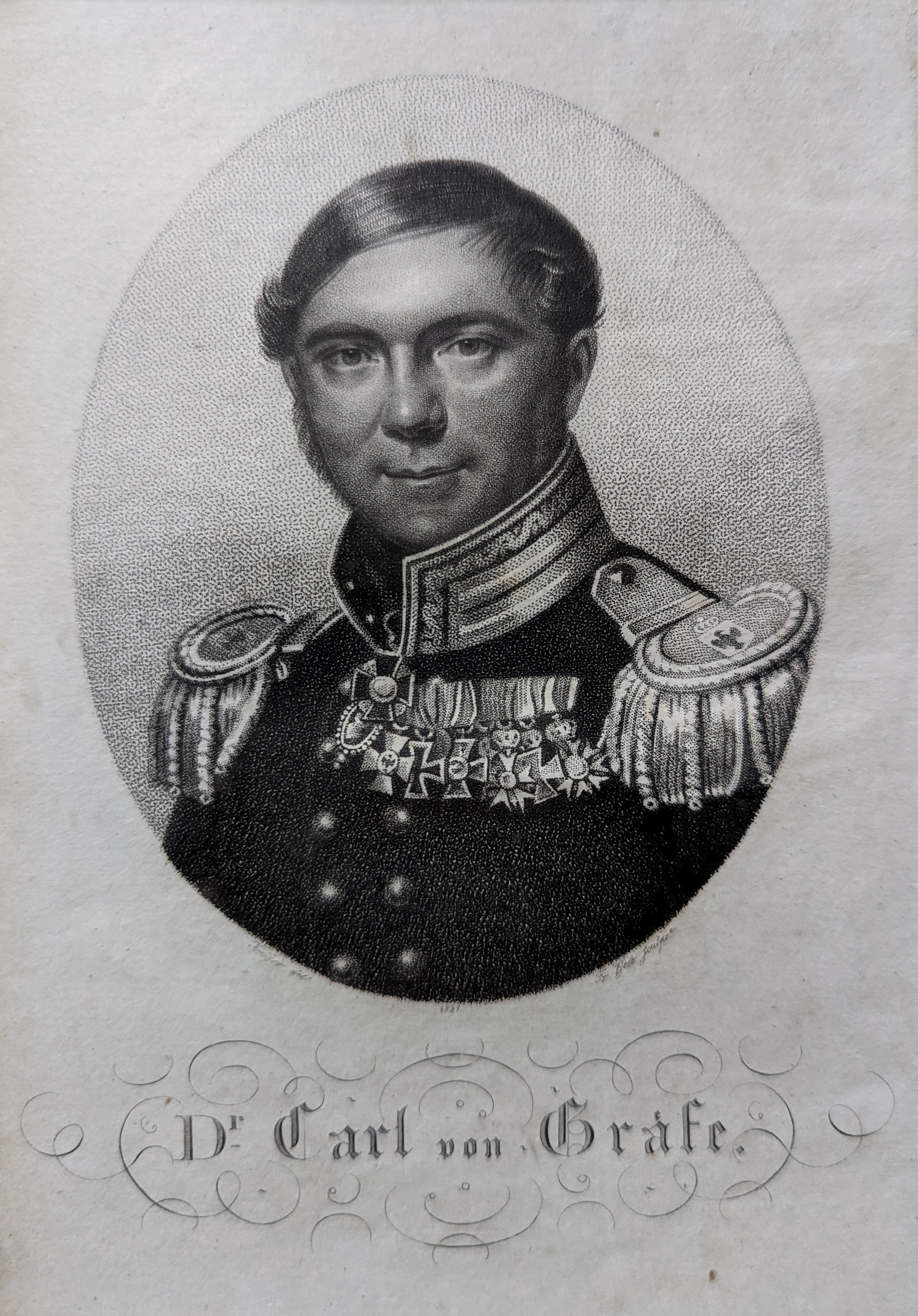
Carl Ferdinand von Graefe

Carl Ferdinand Graefe, ab 1826 von Graefe, auch Karl Ferdinand von Graefe (* 8. März 1787 in Warschau; † 4. Juli 1840 in Hannover), war ein deutscher Chirurg und Augenarzt. Er gilt als Wegbereiter der plastischen Chirurgie, verfeinerte zahlreiche chirurgische Techniken und hielt den Gründungslehrstuhl für Chirurgie an der Berliner Universität inne. Er war der Vater des berühmten Augenarztes Albrecht von Graefe.

## Leben
Carl Ferdinand Graefe wurde am 8. März 1787 in Warschau geboren und wuchs die ersten Lebensjahre auf Schloss Dolsk auf. Nach der Schule studierte Carl Ferdinand zunächst in Halle und Leipzig. Nach seiner Promotion 1807 arbeitete er in Ballenstedt, wo er ein Krankenhaus aufbaute. Er wurde 1808 in die Freimaurerloge Zu den drei Degen in Halle aufgenommen. Nach kurzen Stationen in Königsberg als Chirurg und Halle als Professor, wurde er 1810 an die Universität Berlin berufen. Hier erhielt er den Gründungslehrstuhl für Chirurgie und Augenheilkunde.
Im Jahr 1809 untersuchte Graefe eine Quelle im Harz und empfahl sie als Heilquelle. Dies führte zum Aufleben eines Kurbetriebs vor Ort und in der Folge zur Entstehung des Ortes Alexisbad. 1812 wurde Graefe zum korrespondierenden Mitglied der Göttinger Akademie der Wissenschaften gewählt. Carl Ferdinand von Graefe gehörte zu den Schülern des berühmten Augenarztes Georg Joseph Beer.
Im Rahmen der Befreiungskriege ernannte ihn der preußische König 1813 zum Divisionschirurgen, Militärlazaretts-Inspekteur und 1815 zum Geheimen Medizinalrat. 1826 adelte Zar Nikolaus I. Graefe in Sankt Petersburg für seine Verdienste bei der Behandlung russischer und polnischer Offiziere, im selben Jahr wurde die Adelung in Preußen anerkannt.
Unter von Graefes Leitung zog die Chirurgie 1818 in die Ziegelstraße um, wo sie unter besseren räumlichen Bedingungen ihre Operationen deutlich ausweiten konnte. In dem von ihm 1820 zusammen mit Philipp von Walther begründeten „Journal der Chirurgie und Augenheilkunde“ veröffentlichte Graefe in der Folge viele Erstbeschreibungen, wodurch das Ansehen der Chirurgie neben der Medizin stieg.
Dort veröffentlichte Graefe jedoch 1825 auch den Behandlungsbericht „Heilung eines vieljährigen Blödsinns, durch Ausrottung der Clitoris“: In ihm stellt ein anonymer Arzt vielfältige Misshandlungen dar, mit deren Hilfe ein 15-jähriges Mädchen vom „Blödsinn“, der durch Masturbation bedingt sei, geheilt werden sollte. Der Erfolg stellte sich aus Sicht des berichtenden Arztes jedoch erst mit der Verstümmelung der Klitoris durch Graefe 1822 ein. Damit war Graefe wohl der erste der eine Clitorisamputation in Deutschland durchführte und der erste, der in einer wissenschaftlichen Zeitschrift darüber publizierte. Sein Eingriff wurde breit rezipiert, jedoch setzte er keine Behandlungsstandards: Es dauerte weitere 40 Jahre, bis ähnliche Fallberichte im deutschsprachigen Raum publiziert wurden.
Ab 1822 war er 3. Generalstabsarzt der preußischen Armee und Mitdirektor der militärärztlichen Bildungsanstalten. und 1823 zum Mitglied der Leopoldina gewählt.

1840 wurde er nach Hannover gerufen, um den erblindeten Kronprinzen zu operieren. Noch bevor er sich bei Hofe melden konnte, erkrankte er an „hitzigem Gehirn- und Nervenfieber“ und verstarb in einem Hotel in Hannover im Alter von 53 Jahren. 

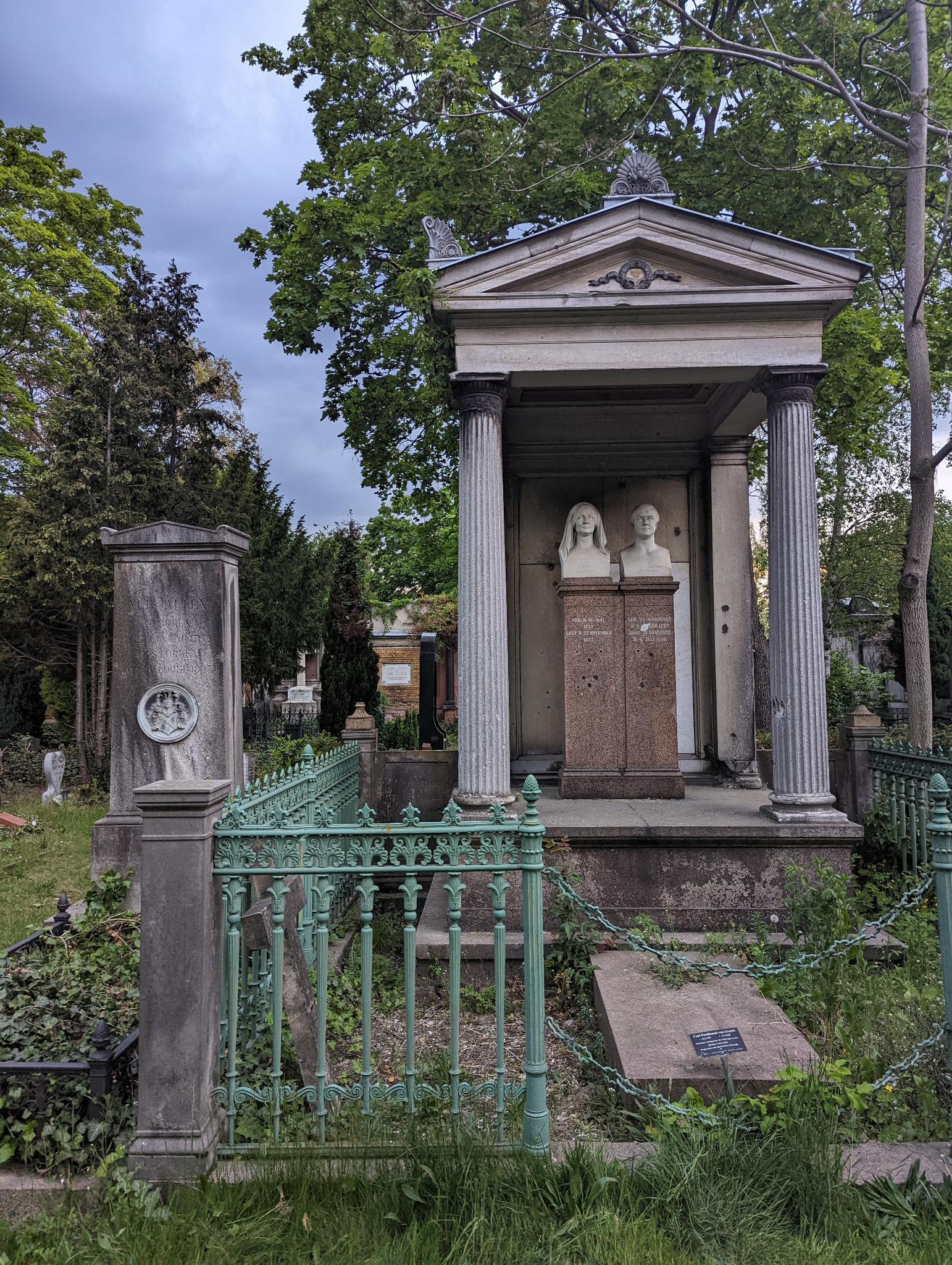
Grab des Ehepaars Graefe in Berlin-Kreuzberg

Beigesetzt wurde er in Berlin auf dem Friedhof II der Jerusalems- und Neuen Kirche. Das klassizistische Grabmal ist einem antiken Totentempel nachempfunden und wahrscheinlich ein Werk von Heinrich Strack. In der dreiseitig offenen Tempelhalle stehen Porträtbüsten des bedeutenden Arztes und seiner Frau. Es handelt sich um Kopien der von Friedrich Drake geschaffenen Originale. Das Grab war von 1962 bis 2014 ein Ehrengrab des Landes Berlin. Sein Schwiegervater Alf von Alten (1762–1843) und sein Sohn Albrecht von Graefe sind in der Nähe bestattet.

## Medizinische Verdienste
Carl Ferdinand von Graefe galt als einer der bedeutendsten Chirurgen seiner Zeit. Er gilt heute als Pionier der Plastischen Chirurgie und der Augenheilkunde. Mit seiner Rhinoplastik entwickelte er eine neue Variante des plastisch-chirurgischer Nasenersatzes, die der von Heinrich von Pfalzpaint bereits im 15. Jahrhundert mit Hautlappen durchgeführten Nasenersatzplastik ähnelt. Er führte weitere Verbesserungen in vielen chirurgischen Gebieten, zum Beispiel bei Amputationen, der Gaumennaht und der Thyreoidektomie ein. 1817 erfand Graefe zudem den Trokar.
Carl Ferdinand von Graefes Nachfolger in Berlin wurde Johann Friedrich Dieffenbach. Diese entwickelte Graefes chirurgische Methoden weiter und gilt als „Vater der Plastischen Chirurgie“. Carl Ferdinands Sohn Albrecht von Graefe entwickelte die bereits von seinem Vater vorangebrachte Augenheilkunde zu einer eigenständigen medizinischen Professionen weiter und konnte seinerseits hier viele Innovationen einführen.

## Familie und Wohnung

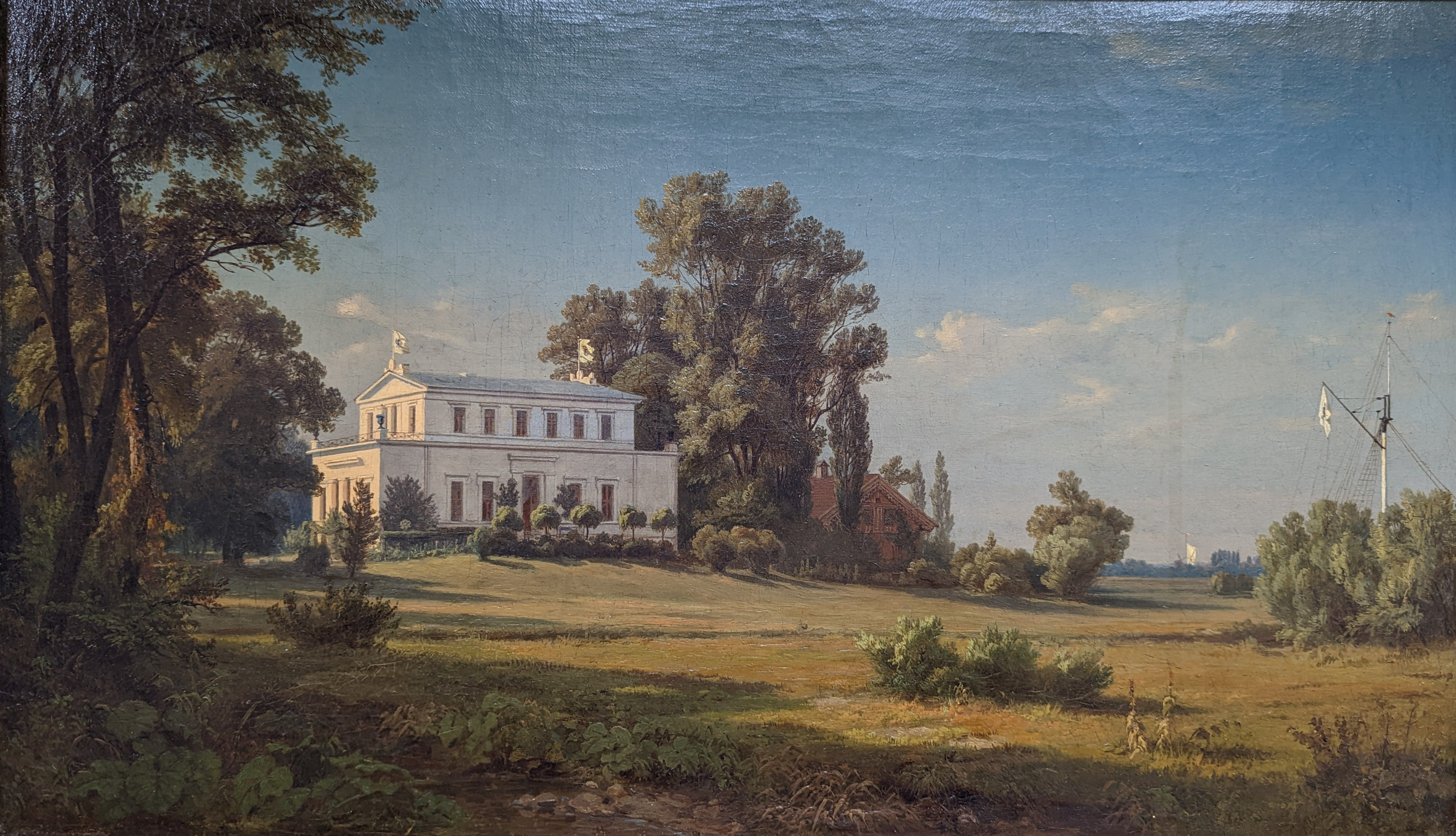
Der Finkenherd

Carl Ferdinands Vater Carl Gottlieb Graefe (1752–1806) war Hofhausmeister und Güterverwalter des Grafen Friedrich Moszinsky auf Schloss Dolsk und wurde selbst 1790 in den polnischen persönlichen Adelsstand aufgenommen. Seine Mutter hieß Christiane Zschernig (1759–1817). Das Paar stammte aus Sachsen.
Carl Ferdinand Graefe heiratete am 6. Oktober 1814 in Berlin Auguste von Alten (* 16. Mai 1797 in Berlin; † 27. November 1857 ebenda), die Tochter des königlich-preußischen Geheimen Oberberg- und Baurats Professor Martin von Alten und der Charlotte Müller aus Frankfurt (Oder). Zusätzlich zu ihrer Villa in der Behrenstraße, kaufte die Familie ein Grundstück am nordwestlichen Rand des Tiergartens im Bereich des heutigen Hansaviertels. Auf diesem errichtete der Architekt Karl Friedrich Schinkel die 1824 Villa Finkenherd, Lenné gestaltete den sie umgebenden Park. Ein Denkmal erinnert heute an den Ort des 1943 zerstörten Finkenherds, der ein beliebter Treffpunkt der Berliner Gesellschaft war.
Das Paar hatte sechs Kinder, von denen eins kurz nach der Geburt verstarb:
- Ottilie[21] (* 31. Juli 1816; † 26. Dezember 1889) ⚭ 28. Februar 1847 Hermann von Thile
- Karl Friedrich August (* 30. Januar 1818; † 5. Februar 1872), Geheimer Regierungsrat ⚭ 16. März 1845 Alma von Ladenberg (* 27. Juni 1822)
- Viktor Leopold Stanislaus (* 9. April 1826; † 10. August 1889) Kapitän ⚭ 23. Oktober 1856 Emilie Bahre (* 9. August 1825)
- Friedrich Wilhelm Ernst Albrecht (1828–1870) Augenarzt ⚭ Gräfin Anna Adelaide Pauline Knuth (* 15. März 1842; † 22. März 1872)
- Wanda Elisae Charlotte (* 5. November 1830) Schriftstellerin unter dem Pseudonym Walther Schwarz ⚭ 19. April 1856 Johann Adolf Sigismund von Dallwitz

## Auszeichnungen
- Roter Adlerorden, 2. Klasse (mit Eichenlaub)[22]
- Eisernes Kreuz am weißen Bande
- Verdienstorden der Bayerischen Krone, Ritter
- Danebrogorden, Ritter
- Ehrenlegion, Offizier
- Guelphen-Orden, Kommandeur
- Hausorden vom Goldenen Löwen, Kommandeur 1. Klasse
- Orden des Heiligen Wladimir, IV. Klasse
- Annenorden, 2. Klasse
- Wasaorden, Kommandeur

## Schriften
- Normen für die Ablösung größerer Gliedmaßen, Carl Ferdinand Graefe, Berlin 1812
- Rhinoplastik oder die Kunst den Verlust der Nase organisch zu ersetzen, Dr. Carl Ferdinand Graefe, Berlin 1818
- Neue Beiträge zur Kunst, Teile des Angesichts organisch zu ersetzen, 1821
- Die epidemisch-kontagiose Augenblennorrhoe Ägyptens in den europäischen Befreiungsheeren, 1824
- Ueber Minderung der Gefahr beim Kaiserschnitte, nebst der Geschichte eines Falles, in welchem Mutter und Kind erhalten wurden, Journal der Chirurgie und Augenheilkunde , Band 9, Heft 1, S. 1–85, Berlin 1826
- Jahresberichte ueber das klinisch-chirurgisch-augenarztliche Institut der Universität zu Berlin, 1817–1834

## Stimmen von Zeitgenossen
„Mit größtem Interesse betrachtete ich den ersten Augenarzt und Chirurgen seiner Zeit! Und wie verehrte ich bald den feingebildeten, höflichen Mann! – Noch in den besten Jahren, mit intelligenten Zügen, klugen, freundlich blickenden Augen, die Haare von der freien Stirn zurückgestrichen, sprach er so bezaubernd angenehm (…). Seine Gattin, sehr zart und vornehm aussehend, empfing uns äußerst liebreich, ein holdes Töchterchen und ein bildschöner Knabe zeigten sich so wohlerzogen und kindlich – und nach und nach füllten sich die Räume mit den interessantesten Persönlichkeiten Berlins.“